# Таппер, Уильям Джонстон
Уи́льям Джо́нстон Та́ппер (англ. William Johnston Tupper; 29 июня 1862 года, Галифакс — 17 декабря 1947 года, Виннипег) — канадский политик, 12-й лейтенант-губернатор Манитобы (1934—1940).

## Биография
Уильям Таппер родился в Галифаксе, столице Новой Шотландии, на тот момент британской колонии, в семье Чарльза Таппера. Год спустя его отец стал премьер-министром колонии Новая Шотландия (занимая этот пост до вхождения Новой Шотландии в Канадскую конфедерацию в 1867 году). В 1896 году Таппер-старший короткое время занимал пост премьер-министра Канады. Матерью Уильяма была супруга Чарльза Таппера, Фрэнсис. Своё второе имя Уильям получил в честь Джеймса Уильяма Джонстона, премьера Новой Шотландии в 1857—1860 и 1863—1864 годах, наставника его отца.
Получил образование в Колледже Верхней Канады и на юридическом факультете Гарвардского университета. После окончания Гарварда вернулся в Новую Шотландию, где в 1885 году был принят в коллегию адвокатов. В том же году Таппер был призван рядовым в армию, участвовал в подавлении Северо-Западного восстания. После демобилизации остался на северо-западе, и впоследствии остался в Манитобе. С 1886 года был членом коллегии адвокатов Манитобы, работал в юридической фирме в Виннипеге вместе с Хью Джоном Макдональдом, сыном первого канадского премьера Джона Макдональда.
В 1887 году Таппер женился на Маргарет, дочери новошотландского политика Джеймса Макдональда, однофамильца вышеупомянутого Джона Макдональда и его сына. В 1912 году Тапперу был пожалован титул королевского адвоката. В те же годы он также занимал пост президента Ассоциации ветеранов армии и флота в Канаде.
В 1914 году состоялся дебют Таппера в политике: он принял участие в провинциальных выборах как кандидат Консервативной партии в округе Морден и Рейнланд, однако проиграл либералу Валентину Винклеру получив 971 голос против 1073 у Винклера. На провинциальных выборах 1915 года Таппер снова выступал против Винклера и снова проиграл, на этот раз с ещё большим перевесом в пользу соперника.
На провинциальных выборах 1920 года был изменён порядок голосования: если ранее город Виннипег был разделён на несколько избирательных округов, то теперь он объединялся в единый многомандатный избирательный округ, от которого в Законодательное собрание провинции избирались 10 депутатов по системе единого передаваемого голоса. Эта схема применялась только в округе Виннипег: остальная территория провинции была разбита на обычные одномандатные округа. Таппер стал одним из двух консерваторов, избранных в Законодательное собрание от Виннипега, заняв второе место среди членов своей партии. Он занял второе место в списке своей партии после Джона Томаса Хейга. В Законодательном собрании большой активности не проявлял. На провинциальных выборах 1922 года вновь баллотировался в депутаты от округа Виннипег, но занял лишь 21 место.
В 1931 году Таппер был избран президентом Общества юристов Манитобы, занимая эту должность в течение трёх лет.
1 декабря 1934 года Таппер был назначен лейтенант-губернатором Манитобы, прослужив на этом посту до 1 ноября 1940 года. Весь его срок премьер-министром провинции был Джон Брэкен, который и был фактическим руководителем провинции, тогда как Таппер играл чисто церемониальную роль.
Уильям Таппер скончался в Виннипеге в 1947 году.